# Castelo de Roslin
O Castelo de Roslin (também grafado como Castelo de Rosslyn) é um castelo parcialmente arruinado localizado perto do vilarejo de Roslin, Midlothian, Escócia, Reino Unido. Dista cerca de 15 quilómetros ao sul de Edimburgo, ao norte do rio North Esk, e está a algumas centenas de metros da Capela de Rosslyn
O local foi fortificado no século XIV pelo clã Sinclair, condes de Caithness e barões de Roslin, embora as atuais ruínas sejam consequências de eventos posteriores. O castelo foi reconstruído depois de ter sido destruído em 1544, durante o Rude Cortejo.
Essa estrutura, construída nas falésias de Roslin Glen, manteve-se parcialmente habitável desde então. O acesso ao castelo é dado por uma ponte elevada que substituiu uma ponte levadiça. Foi restaurado durante a década de 1980 e atualmente serve como casa de férias.

## História

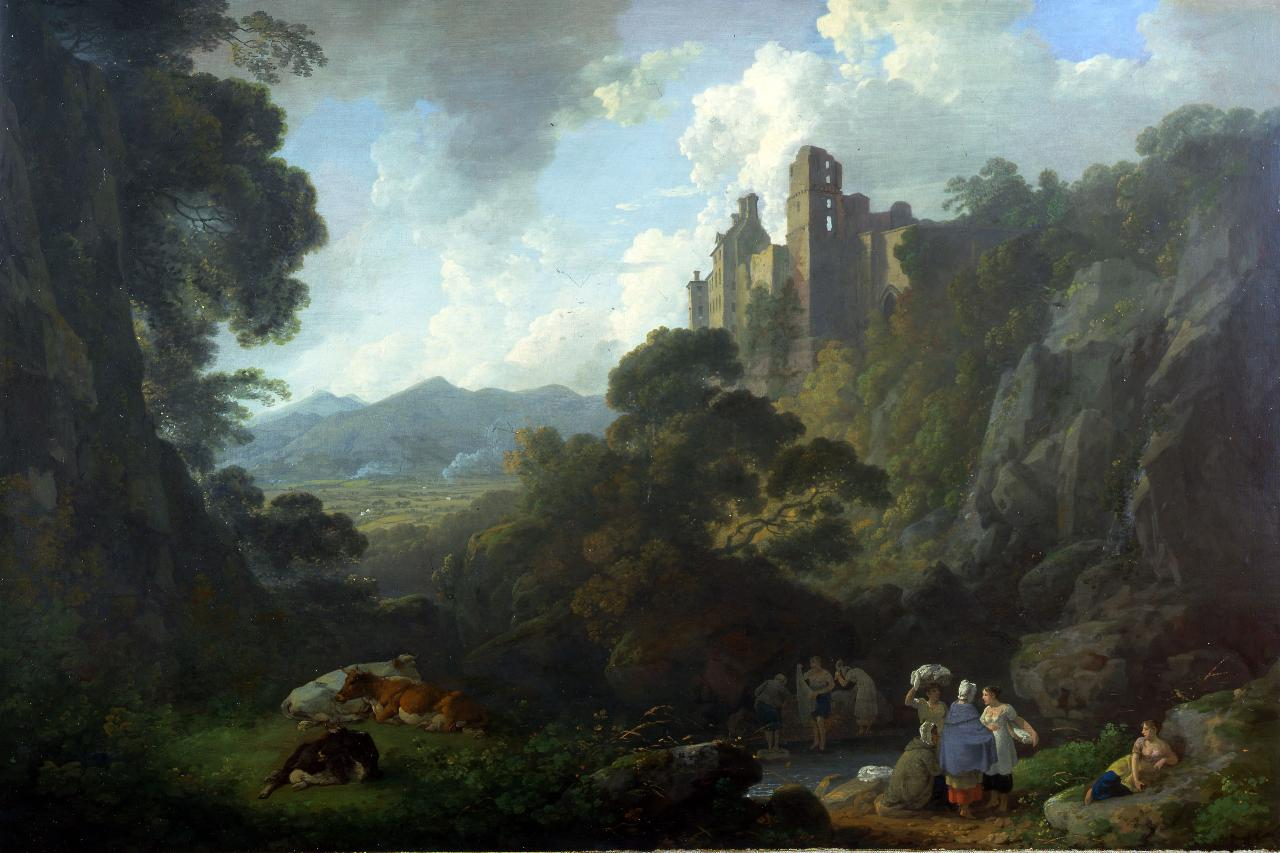
Castelo de Roslin, 1803 por Julius Caesar Ibbetson

O primeiro castelo foi construído na década de 1330 por Henrique I Sinclair, Conde das Órcades e Barão de Roslin. Os Sinclair ou St. Clair (anteriormente escrito como Sanctclare), eram uma família de origem normanda, com posses em Lothian desde 1162. A fortaleza foi construída sobre um promontório rochoso perto do lugar onde foi travada a Batalha de Roslin, onde os escoceses derrotaram os ingleses em 1303. Entre o final do século XIV e o começo do XV, o filho de Henrique, Henrique II Sinclair, construiu uma nova torre de menagem retangular com o canto sudoeste arredondado. O pátio era acessado através de uma ponte levadiça sobre um fosse artificial, dando acesso a uma passagem coberta ao lado norte.
O castelo foi afetado por um incêndio em 1452. Durante a Idade Média, o castelo continha um scriptorium e cinco manuscritos da família St. Clair, que remonta a 1488 e estão conservados na biblioteca nacional da Escócia. Estes manuscritos incluem Rosslyn-Hay, que se acredita ser o texto mais antigo conservado em scots. Segundo a lenda, durante o incêndio, o conde estava em choque por causa dos manuscritos valiosos que o castelo abrigava, mas eles foram salvos graças ao seu capelão, que os jogou pela janela. O castelo foi seriamente danificado pelo Conde de Hertford, que o incendiou em 1544, durante ao Rude Cortejo. A torre de menagem foi destruída quase completamente, embora ainda ter restado uma da parede conservada.
O castelo foi reconstruído no final do século XVI. Nas encostas da rocha se levantou uma nova construção de cinco andares, a guarita também foi reconstruída, desta vez, com uma ponte de pedra. A parte superior do leste foi renovada em 1622 com detalhes renascentistas e esculturas nas portas e nas molduras das janelas. Em 1650, voltou a ser alvo de ataques, desta vez pela artilharia do comandante Oliver Cromwell. Ele foi novamente danificado por uma multidão de reformadores durante a Revolução Gloriosa de 1688.
Desmoronou no século XVIII, embora a parte leste do castelo sempre tenha se mantido habitável, sendo restaurado pelos arquitetos Simpson e Brown entre 1982 e 1988. O atual proprietário, o Conde de Rosslyn, descendente do clã Sinclair, aluga o castelo como residência de férias através da Landmark Trust. O castelo é um monumento planificado, presente na Listed building, onde é classificado como Category A.

## Arquitetura
O castelo se encontra em uma encosta íngreme acima de uma curva do rio North Esk, protegendo-o em três lados. Esse promontório rochoso foi violado no lado norte para formar uma vala dando maior proteção. O acesso é dado a partir de ponte precipitada e através de uma guarita, atualmente em ruínas.

### Ruínas

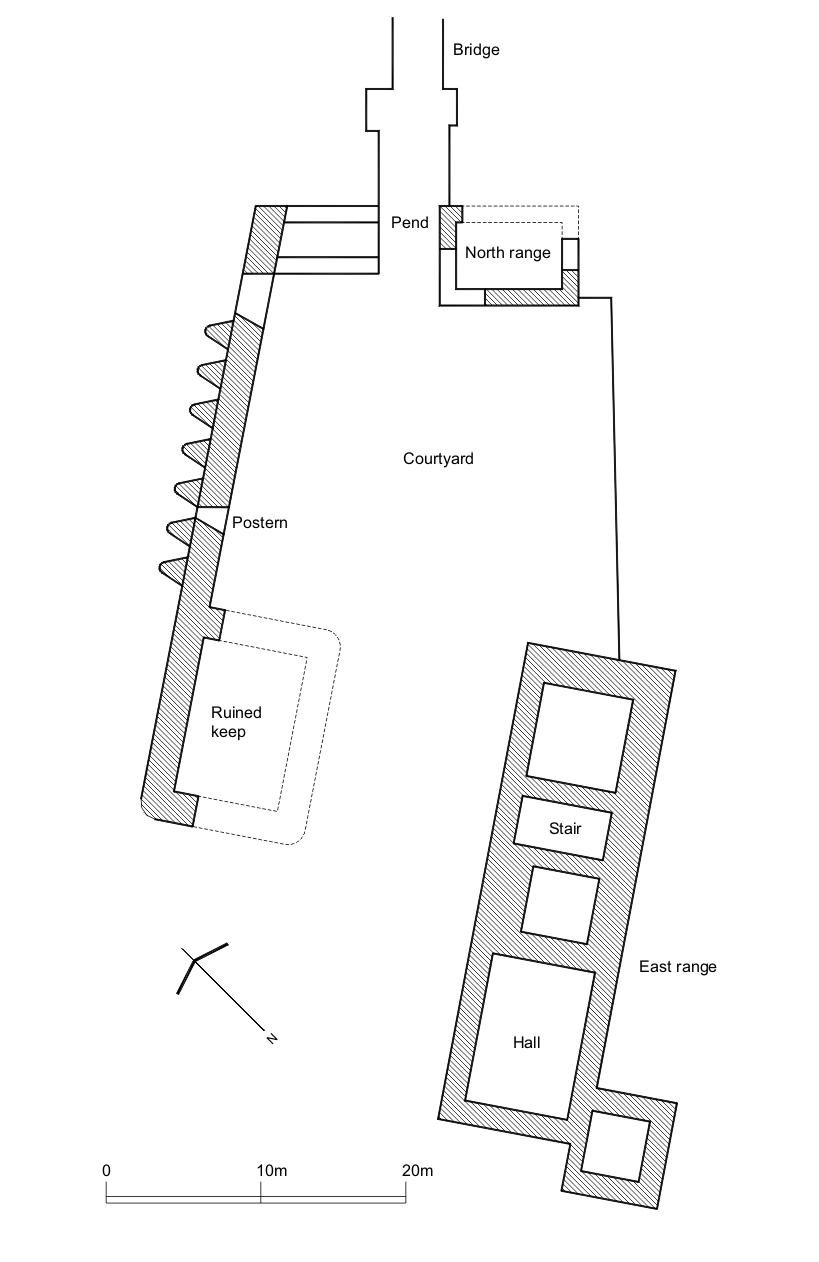
Planta do castelo

Os restos da entrada e da zona norte foram deteriorados, sobrando apenas alguns fragmentos de muros e um lado do arco de entrada, apresentando os restos da guarita. No lado oeste, ainda se encontra uma parede de altura considerável, onde há seis aberturas na base, uma das quais serviu de poterna. Na face externa, os seis compartimentos são divididos por contrafortes arredondados. Antigos desenhos mostram guaritas em cima de cada um dos contrafortes, com um corredor que as conectavam.
Os restos da torre de menagem encontra-se ao sul desse muro. O montículo abaixo é formado a partir dos restos das outras três paredes. As ruínas indicam que a torre deveria ter de 12 a 16 metros de altura, aproximadamente 3 metros de espessura e um mata-cão na parte superior.

### Lado leste
A parte leste, que foi restaurada, mede 31 x 10 metros e termina com um telhado inclinado e um gablete. O edifício é acessado através de uma porta ricamente esculpida e datada de 1622, que mostra as iniciais SWS de sir William Sinclair, e que também dá acesso ao terceiro andar. Os três andares inferiores são cortados dentro da rocha, e cada andar tem quatro quartos abobadados, com o quinto na torre sudeste. Os andares inferiores foram usados como quartos de serviços, enquanto que os quartos principais eram localizados nos dois andares superiores. O nível mais baixo era uma cozinha, com uma padaria acima. No exterior, estreitas aberturas são encontradas na parede sul, com vários buracos de tiros.
Os cinco andares estão conectados por uma escadaria stair-and-platt, adicionada no início do século XVII para substituir uma escada de pedágio no sudoeste. Os quartos dos andares superiores têm painéis impressionantes e tetos decorados. O salão principal, localizado na parte sul do bloco foi dividido, mas ainda tem uma grande lareira gravada com as iniciais de William Sinclair e sua esposa Jean Edmonstone (WS e JE), datadas de 1597.

## Cultura popular
O Castelo Roslin foi caracterizado no poema Rosabelle de Walter Scott. Richard Hewitt de Cumberland escreveu uma balada chamada Roslin Castle no século XVIII, cujas letra e melodia estão registradas no primeiro volume da coleção de canções escocesas do Scots Musical Museum. O castelo foi utilizado nas filmagens da adaptação cinematográfica do livro O Código Da Vinci de Dan Brown (2003), O Código Da Vinci (2006).